# Сумароково (Бежаницкий район)
Сумароково — деревня на северо-западе Бежаницкого района Псковской области.  Входит в состав сельского поселения Ашевское.
Расположена на левом берегу реки Уда, (у впадения в неё Ревки, в 28 км к северо-западу от райцентра Бежаницы и в 5 км к югу от деревни Ублиска.
Численность населения деревни составляет 12 жителей (2000 год).
До 3 июня 2010 года деревня входила в состав ныне упразднённой Ново-Кузнецовской волости с центром в д. Ублиска.